# Spannungspegel
Spannungspegel bezeichnet in der Nachrichtentechnik die Angabe einer elektrischen Spannung in logarithmischer Form. Dabei muss, da es eine bezogene Angabe ist, zusätzlich immer der Bezugswert der Spannung angegeben werden. In der Tontechnik erfolgt diese Angabe in Form des Bezugspegels.

## Allgemeines
Der Spannungspegel
{\displaystyle L_{U}=20\lg \left({\frac {U}{U_{0}}}\right)\,\mathrm {dB} =10\lg \left({\frac {U^{2}}{{U_{0}}^{2}}}\right)\,\mathrm {dB} }
ist durch die betrachtete Spannung {\displaystyle U} und den Bezugswert {\displaystyle U_{0}} festgelegt. Die rechte Form weist darauf hin, dass {\displaystyle L_{U}} im Ansatz als logarithmiertes Verhältnis von Spannungsquadraten definiert ist und erklärt, warum die Hilfsmaßeinheit deziBel (dB = 0,1 Bel) verwendet wird. Das Spannungsquadratverhältnis ist als Verhältnis elektrischer Leistungen zu verstehen, die ein fester elektrischer Widerstand aufnähme, wenn an ihm eine elektrische Spannung mit dem Effektivwert {\displaystyle U} bzw. {\displaystyle U_{0}} läge.
Für die logarithmische Pegelangabe gibt es mehrere Gründe:
- Häufig umfasst der anzugebende Spannungsbereich mehrere Zehnerpotenzen. Durch den Spannungspegel lassen sich z. B. Messwerte übersichtlicher in Diagrammen und Kennlinien darstellen.

- Wenn man mehrere Baugruppen hintereinander schaltet, so beeinflusst jede auf ihre Weise die Amplitude des Signals. Dabei kann die Amplitude vergrößert (Verstärkung) oder verringert (Dämpfung) werden.

Dieses Verhalten wird durch einen Verstärkungsfaktor angegeben. Ist er größer als 1, spricht man von einer Verstärkung, ist er dagegen kleiner als 1, von einer Dämpfung. Um nun einfacher berechnen zu können welche Spannung am Ende einer solchen Kette anliegt, hat man die logarithmische Einheit des Spannungspegels eingeführt. Dabei wird der logarithmischen Verhältnisangabe des Dezibels eine Bezugsgröße (eine Spannung) gegenübergestellt.
Somit vereinfacht sich das sonst bei Verstärkungsfaktoren nötige Multiplizieren und Dividieren auf ein einfaches Addieren und Subtrahieren der logarithmischen Spannungspegel.
Neben dem Spannungspegel (bei Spannungsanpassung) ist die Pegelangabe in Form von Leistungspegeln auch bei Leistungsangaben üblich.